# Fernando Castro (boxeador)
Fernando Castro Inga (Huaral, 31 de marzo de 1954), más conocido como Fernando Rocco, es un exboxeador profesional peruano de peso wélter.

## Biografía
Fernando Castro, más conocido como Fernando «Rocco» Castro, incursionó en el boxeo sin permiso de sus padres.
Era un boxeador que tenía mucha potencia en su mano derecha. Mantuvo un récord de treinta y siete peleas, treinta y una ganadas (veintidós por nocaut), cuatro empates y dos derrotas.
Estuvo situado en el #1 en la AMB sin que se le diera la opción de disputar el título mundial.
Como boxeador aficionado representó al Perú en el sudamericano de Uruguay de 1976.
Debido a una lesión, abandonó el boxeo, radicando en los Estados Unidos.
El compositor José Escajadillo Farro le compuso una canción que pretendía ser un himno.